# 제2차 이케다 내각
제2차 이케다 내각(일본어: 第2次池田内閣)은  이케다 하야토가 제59대 내각총리대신으로 임명되어, 1960년 12월 8일부터 1961년 7월 18일까지 존재한 일본의 내각이다.

## 각료
- 내각총리대신 - 이케다 하야토(이케다파)
- 법무대신 - 우에키 고시로(사토파)
- 외무대신 - 고사카 젠타로(이케다파)
- 대장대신 - 미즈타 미키오(오노파)
- 문부대신 - 아라키 마스오(이케다파)
- 후생대신 - 후루이 요시미(미키·마쓰무라파)
- 농림대신 - 스토 히데오(이케다파)
- 통상산업대신 - 시이나 에쓰사부로(구 기시파)
- 운수대신 - 고구레 부다유(참의원 의원)
- 우정대신 - 고가네 요시테루(이케다파)
- 노동대신 - 이시다 히로히데(이시바시파)
- 건설대신, 수도권정비위원회 위원장 - 나카무라 우메키치(고노파)
- 자치대신, 국가공안위원회 위원장 - 야스이 겐(참의원 의원)
- 행정관리청 장관, 홋카이도 개발청 장관 - 오자와 사에키(사토파)
- 방위청 장관 - 니시무라 나오미(사토파)
- 경제기획청 장관 - 사코미즈 히사쓰네(참의원 의원)
- 과학기술청 장관 - 이케다 마사노스케(구 기시파)
- 내각관방장관 - 오히라 마사요시(이케다파)
- 총리부 총무장관 - 후지에다 센스케(오노파)
  - 내각법제국 장관 - 하야시 슈조
  - 내각관방부장관(정무) - 야스오카 다케히사(1960년 12월 9일 ~ )
  - 내각관방부장관(사무) - 호소야 기이치(1960년 12월 9일 ~ )
  - 총리부 총무부장관 - 사토 아사오

## 정무 차관
- 법무 정무 차관 - 요시카와 조키치
- 외무 정무 차관 - 쓰시마 분지
- 대장 정무 차관 - 오쿠보 다케오, 다나카 시게호
- 문부 정무 차관 - 고케쓰 야조
- 후생 정무 차관 - 안도 가쿠
- 농림 정무 차관 - 핫타 사다요시, 이하라 기시타카
- 통상 산업 정무 차관 - 시세키 이헤이, 스나하라 가쿠
- 운수 정무 차관 - 후케 도시이치
- 우정 정무 차관 - 모리야마 긴지
- 노동 정무 차관 - 아베 기요미
- 건설 정무 차관 - 다무라 하지메
- 자치 정무 차관 - 도카이 모토사부로
- 행정 관리 정무 차관 - 니시다 신이치
- 홋카이도 개발 정무 차관 - 하야시다 마사하루
- 방위 정무 차관 - 시라하마 니키치
- 경제 기획 정무 차관 - 에토 아키라
- 과학 기술 정무 차관 - 마쓰모토 이치로